# Amor a la medida
Amor a la medida, también conocido como El sastre, es una película de drama romántico musical mexicana de 1993 dirigida por Raúl Araiza y protagonizada por Los Tigres del Norte. Cuenta con una trama basada en la película mexicana Vagabunda de 1950.
Es el último largometraje que protagonizaron Los Tigres del Norte luego de aparecer en varias películas desde 1978; las producciones posteriores en las que aparecerían fueron grabaciones de sus conciertos.
En esta película hace su primer y única aparición Freddy Hernández, ya que en abril del próximo año, fallecería de un paro al corazón. De igual forma, en esta película volvería a aparecer Guadalupe Olivo, quién no habría participado en una película con los Tigres desde su salida de la agrupación.

## Argumento
El grupo musical Los Tigres del Norte graba un disco. Durante las grabaciones, uno de los miembros ve la película Vagabunda en televisión. Luego, se involucra en una historia de amor con una mujer con un pasado oscuro. Al final, se revela que los hechos de la película fueron un sueño que tuvo el integrante de la banda luego de haberse quedado dormido mientras veía Vagabunda, cuya trama es similar a su romance con la mujer de su sueño.

## Reparto
- Los Tigres del Norte
  - Jorge Hernández como Hugo de la Fuente.
  - Hernán Hernández como Hernán.
  - Raúl Hernández como Raúl.
  - Eduardo Hernández como Eduardo.
  - Óscar Lara como Oscar.
  - Freddy Hernández como Freddy.
  - Guadalupe Olivo como Guadalupe "Lupe"
- Julieta Rosen como María Elena.
- Claudia Guzmán como Vicky.
- Humberto Elizondo como Ernesto Franco.
- Raúl Padilla "Chóforo" como Ulises.
- Bruno Rey como Gonzalo.
- Alberto Pedret como León.
- Ignacio Retes como Don Nacho.
- César Sobrevals
- Paco Stanley como él mismo.
- Victor Tolosa
- Ruben Cuellar
- Patricia Mayer
- Martha Covarrubias